# 1992 ER1
1992 ER1 är en asteroid i huvudbältet som upptäcktes den 8 mars 1992 av de båda japanska astronomerna Seiji Ueda och Hiroshi Kaneda i Kushiro.
Asteroiden har en diameter på ungefär 5 kilometer.